# لقاح مضاد
اللقاح المضاد يشمل اللقاحات المضادة لاختلاف الأنماط الذاتية على الأجسام المضادة التي لديها مولدات مناعية ثلاثية الأبعاد .
مناطق مولدات المناعة، يُشار إليها ب مكنان (موضع ضدي ذاتي) التي تتكون من تسلسلات بروتينية ترتبط بمستقبلات الخلايا، يتم تجميع المكنان (موضع ضدي ذاتي) أو الأنماط الخاصة بالمستضد المستهدف،Racotumomab هو مثال على الأجسام المضادة.

## الإنتاج والاستخدام
في أحد الأمثلة على إنتاج لقاح مضاد، المضادات التي ترتبط بالورم (TAA) يتم عزلها وحقنها في الفئران.
بالنسبة لجهاز مناعة الفئران، فإن الأجسام المضادة لـ TAA هي مستضدات وتتسبب في ردة فعل مناعي ينتج أجساماً مضادة للفأر يمكن أن ترتبط بنمط الهوية TAA ويقال أنها مضادة للمضادات الحيوية .
يتم حصاد الأجسام المضادة الفأرية الناتجة واستخدامها لتطعيم الفئران الأخرى. الأجسام المضادة الناتجة في المجموعة الثانية من الفئران لها موقع ربط ثلاثي الأبعاد يحاكي الأجسام المضادة الأصلية التي تربط المستضدات المرتبطة بالورم . يتم دمج هذه الأجسام المضادة مع مادة مساعدة ويتم إعطاؤها كلقاح .
يقوم جهاز مناعة الفئران بشكل أساسي بتضخيم كتلة صغيرة من الأجسام المضادة TAA إلى كتلة أكبر بكثير تستخدم لتطعيم البشر. لأن الجسم المضاد المستخدم بعملية «المضاد الذاتي» يشبه إلى حد كبير الحاتمة الأصلية للمستضد، يمكن استخدام هذه الأجسام المضادة للحث على الاستجابات المناعية من الخلية إلى الضد المضاد لمولد معين TAA ..e.g عندما يعطى كلقاح للإنسان. يتم استخدامها بشكل رئيسي لمرضى السرطان المعرضين لخطورة عالية.